# 사룡사
"사룡사"는 한국에서 제작된 김종성 감독의 1983년 영화이다. 이재영 등이 주연으로 출연하였고 정준교 등이 제작에 참여하였다.

## 출연

### 주연
- 이재영

## 기타
- 조명: 장기종
- 녹음: 유창국